# امگا شاه‌تخته
امگا شاه‌تخته یک ستاره است که در صورت فلکی شاه‌تخته قرار دارد.